# Ốc nấu chuối đậu
Ốc nấu chuối đậu, ốc om chuối đậu hay ốc chuối đậu là một món ăn bình dân phổ biến của ẩm thực Việt Nam.

## Nguyên liệu
Những thành phần quan trọng nhất của món này đúng như tên gọi là thịt ốc nhồi, chuối xanh và đậu phụ, ngoài ra còn cần thêm thịt ba chỉ lợn, nghệ và gia vị, một số nguyên liệu phụ khác bao gồm: mắm tôm, dấm bỗng, cơm mẻ, tía tô, hành tỏi, xả, ớt,...

## Chế biến
Cách chế biến rất đơn giản, ốc cần được sơ chế lấy phần thịt, đậu rán trước, chuối xanh sơ chế gọt vỏ cắt miếng vừa ăn. Tùy theo các làm của mỗi người mà ốc và thịt ba chỉ được xào sơ riêng rồi mới phối vào om hoặc xào chung; nhưng đơn giản nhất là xào sơ thịt với hành tỏi, sau đó đổ phần ốc vào rồi đến chuối, đậu rán, sau đó chế nước hoặc nước dùng ninh xương, nêm nếm gia vị, dấm, mẻ, nước nghệ,... om một lúc rồi cho hành, tía tô, lá lốt,... vào cùng.

## Yêu cầu thành phẩm
Món ốc nấu chuối đậu có màu vàng từ nghệ đặc trưng và bắt mắt, phần nước và cái cân đối, mùi thơm của tía tô, lá lốt, mắm tôm, vị ngọt đậm đà béo ngậy vừa ăn của thịt, đậu phụ, ốc, vị chua thanh mát của dấm bỗng, mẻ. Thịt lợn mềm, ốc giòn dai, đậu và chuối mọng nước, thấm gia vị, không bị nát.

## Thưởng thức
Món ốc nấu chuối đậu có thể dùng làm đồ nhắm, ăn với cơm trắng nhưng phù hợp nhất là ăn kèm cùng bún.